# Mátraderecske
Mátraderecske is een plaats (község) en gemeente in het Hongaarse comitaat Heves. Mátraderecske telt 2274 inwoners (2002).